# 1321 en Angleterre
Chronologie de l'Angleterre
- 1317
- 1318
- 1319
- 1320
- 1321
- 1322
- 1323
- 1324
- 1325

Cette page concerne l'année 1321 du calendrier julien.

## Naissances en 1321
- 6 janvier : William de Greystoke, 2e baron Greystoke
- 5 juillet : Jeanne de la Tour, reine consort d'Écosse
- 25 décembre : William la Zouche, 2e baron Zouche de Haryngworth
- Date inconnue : 
  - Blanche Mortimer, baronne Grandison
  - Henry de Percy, 3e baron Percy (en)

## Décès en 1321
- 28 mai : John Iweyn, chevalier
- 23 juillet : Thomas de Berkeley, 1er baron Berkeley
- 9 novembre : Walter Langton, évêque de Lichfield
- 25 novembre : Nicholas Seagrave, 1er baron Seagrave de Barton Segrave et Stowe
- Date inconnue :
  - John Bacon, juge
  - Walter Jorz, prêtre dominicain
  - John Wogan, chevalier